# Берешть (Бузеу)
Берешть, Берешті (рум. Bărăști) — село у повіті Бузеу в Румунії. Входить до складу комуни Числеу.
Село розташоване на відстані 90 км на північ від Бухареста, 35 км на захід від Бузеу, 130 км на захід від Галаца, 76 км на південний схід від Брашова.

## Населення
За даними перепису населення 2002 року у селі проживала 541 особа, усі — румуни. Усі жителі села рідною мовою назвали румунську.